# Сордс
Сордс (ирл. Sord; англ. Swords, Суордс) — (переписной) посёлок в Ирландии, административный центр графства Фингал (провинция Ленстер), а также его крупнейший город.

## Население
После выделения в отдельный город Сордс превратился в самый большой по численности населённый пункт в пригороде Дублина. Бурный рост численности Сордса начался в начале 1970-х годов и был связан со строительством второй по масштабу в стране частной жилищной застройки «Rivervalley Estate». В 1990-х и 2000-х численность населения города продолжала расти вследствие массовых переездов в посёлок новых жителей, главным образом по причине его близкого расположения к Международному аэропорту Дублина.
В Сордс можно проехать по автодороге R132 регионального значения и по автомагистрали M1.
По статистическим данным переписи населения 2006 года в Сордсе проживало 33 998 человек. Согласно переписным данным город находится на третьем месте по численности населения среди всех населённых пунктов Ирландии и на восьмом месте среди населённых пунктов острова.
Город находится вблизи Международного аэропорта Дублина, поэтому для уменьшения фактора загрязнения окружающей среды обсажен со всех сторон полосами зелёных насаждений.

## Демография
Население — 33 998 человек (по переписи 2006 года). В 2002 году население составляло 27 175 человек.
Данные переписи 2006 года:
| Общие демографические показатели |               |                               |                               |       |       |
| Всё население                    | Всё население | Изменения населения 2002—2006 | Изменения населения 2002—2006 | 2006  | 2006  |
| 2002                             | 2006          | чел.                          | %                             | муж.  | жен.  |
| 27 175                           | 33 998        | 6823                          | 25,1                          | 16950 | 17048 |

В нижеприводимых таблицах сумма всех ответов (столбец «сумма»), как правило, меньше общего населения населённого пункта (столбец «2006»).
| Религия (Тема 2 — 5 : Число людей по религиям, 2006) |             |                |             |            |        |        |
| Католики, чел.                                       | Католики, % | Другая религия | Без религии | не указано | сумма  | 2006   |
| 28 083                                               | 82,6        | 3161           | 1907        | 847        | 33 998 | 33 998 |

| Этно-расовый состав (Этничность. Тема 2 — 3 : Постоянное население по этническому или культурному происхождению, 2006) |            |              |       |        |        |            |        |        |
| Белые ирландцы | Лухт-шулта | Другие белые | Негры | Азиаты | Другие | Не указано | сумма  | 2006   |
| 26 654 | 82         | 3848         | 1028  | 624    | 482    | 862        | 33 580 | 33 998 |
| Доля от всех отвечавших на вопрос, %                                                                                   |            |              |       |        |        |            |        |        |
| 79,4 | 0,2        | 11,5         | 3,1   | 1,9    | 1,4    | 2,6        | 100    | 98,81  |

1 — доля отвечавших на вопрос о языке от всего населения.
| Владение ирландским языком (Тема 3 — 1 : Число людей от 3 лет и старше по способности говорить по-ирландски, 2006) |        |            |        |        |
| Владеете ли Вы ирландским языком?                                                                                  |        |            |        |        |
| Да | Нет    | Не указано | сумма  | 2006   |
| 11 766 | 19 545 | 923        | 32 234 | 33 998 |
| Доля от всех отвечавших на вопрос о языке, %                                                                       |        |            |        |        |
| 36,5 | 60,6   | 2,9        | 100    | 94,81  |

1 — доля отвечавших на вопрос о языке от всего населения.
| Использование ирландского языка (Тема 3 — 2 : Говорящие по-ирландски от 3 лет и старше по частоте использования ирландского языка, 2006) |                                                            |                                               |                                               |                                               |                                               |                                               |        |                                     |        |
| Как часто и где Вы говорите по-ирландски?                                                                                                |                                                            |                                               |                                               |                                               |                                               |                                               |        |                                     |        |
| ежедневно, только в образовательных учреждениях                                                                                          | ежедневно, как в образовательных учреждениях, так и вне их | в других местах (вне образовательной системы) | в других местах (вне образовательной системы) | в других местах (вне образовательной системы) | в других местах (вне образовательной системы) | в других местах (вне образовательной системы) | сумма  | всего, отвечавших на вопрос о языке | 2006   |
| ежедневно, только в образовательных учреждениях                                                                                          | ежедневно, как в образовательных учреждениях, так и вне их | ежедневно                                     | каждую неделю                                 | реже                                          | никогда                                       | не указано                                    | сумма  | всего, отвечавших на вопрос о языке | 2006   |
| 3447 | 107                                                        | 286                                           | 586                                           | 3789                                          | 3414                                          | 137                                           | 11 766 | 32 234                              | 33 998 |
| Доля от всех отвечавших на вопрос о языке, %                                                                                             |                                                            |                                               |                                               |                                               |                                               |                                               |        |                                     |        |
| 10,7 | 0,3                                                        | 0,9                                           | 1,8                                           | 11,8                                          | 10,6                                          | 0,4                                           | 36,5   | 100                                 |        |

| Типы частных жилищ (Тема 6 — 1(a) : Число частных домовладений по типу размещения, 2006) |          |         |                 |            |        |        |
| Отдельный дом                                                                            | Квартира | Комната | Переносные дома | не указано | сумма  | 2006   |
| 9687                                                                                     | 1541     | 32      | 38              | 265        | 11 563 | 33 998 |